# La scomparsa di Stella Parish
La scomparsa di Stella Parish (I Found Stella Parish) è un film del 1935 diretto da Mervyn LeRoy.
È un film drammatico a sfondo romantico statunitense con Kay Francis, Ian Hunter e Paul Lukas.

## Produzione
Il film, diretto da Mervyn LeRoy su una sceneggiatura di Casey Robinson con il soggetto di John Monk Saunders, fu prodotto da Harry Joe Brown per la Warner Bros. e la First National Pictures e girato nei Warner Brothers Burbank Studios a Burbank in California dall'agosto del 1935. Il titolo di lavorazione fu The Judas Tree (che è anche il titolo della storia di Saunders da cui è tratto il soggetto del film).

## Distribuzione
Il film fu distribuito con il titolo I Found Stella Parish negli Stati Uniti dal 16 novembre 1935 (première a New York il 4 novembre 1935) al cinema dalla Warner Bros.
Altre distribuzioni:
- in Francia il 10 aprile 1936 (La femme traquée)
- in Finlandia il 16 agosto 1936
- in Danimarca il 14 settembre 1936 (Jeg fandt Stella Parish)
- in Portogallo il 26 luglio 1937 (Fugiu uma Estrela)
- in Brasile (Amores Trágicos)
- in Austria (Gehetzte Frauen)
- in Grecia (Stella Parish)
- in Spagna (Su vida privada)
- in Italia (La scomparsa di Stella Parish)

### Promozione
La tagline è: "A GLORIOUS ROMANCE THAT FLAMED WITH BRILLIANT INTENSITY! (original print ad - all caps)".